# Huszty István
Huszty István, névváltozat: Huszti (Huszt, 1710 körül – Eger, 1772 után) jogász, ügyvéd, jogakadémiai tanár. 

## Élete

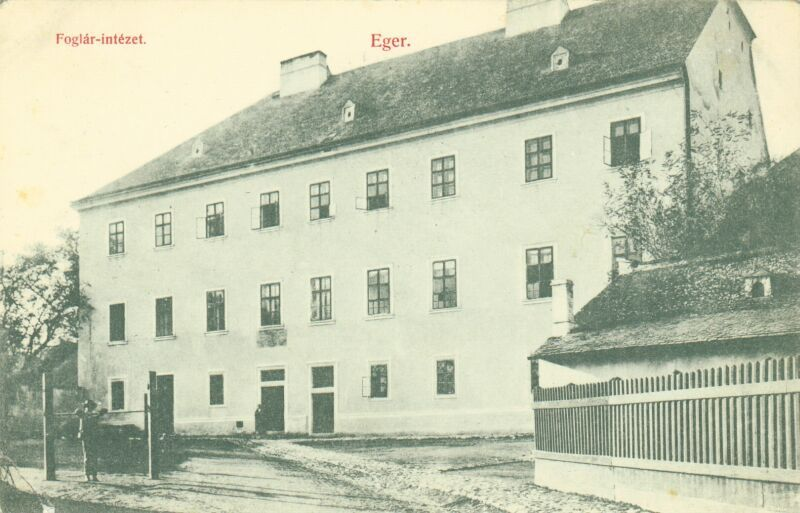
Foglár-intézet, Eger

1740-től 1748-ig az egri érseki jogakadémia, a püspöki Foglár-intézet tanára. 1741. április 10-én felesküdött táblabírónak Heves, Ung és Külső-Szolnok vármegyében. Magánjogi tankönyvét a nagyszombati egyetem jogi karán is használták, fél évszázadon át többször kiadták. Nemcsak tankönyvként volt jelentős. Az igazságszolgáltatási gyakorlatot összefoglaló kézikönyvként is széles körben használták. Hatással volt a magyarországi jogi szaknyelv fejlődésére. Hatott a későbbi jogi szakirodalomra is. Sokáig használták kézikönyvként és mintaként szolgált a későbbi jogi íróknak. Így pl. Kelemen Imre, Institutiones Juris Hungarici privati című munkájában, több helyen csaknem szóról-szóra merített belőle. 
A vérrokonsággal és a sógorsággal kapcsolatos kifejezések latin és magyar kifejezései a magyar genealógiai szaknyelv fejlődése számára is jelentősek. Huszty István pontosan meghatározta az egyenes és oldalág, a kognáció, a felmenők és lemenők, az íz, az ízszámítás, a rokonsági fok, a családfa, a sógorság, a felmenői, mellékági öröklés, vérfertőzés, poligámia, stb. fogalmát.       

## Művei
- Jurisprudentia practica seu commentarius novus in jus Hungaricum. Buda, I-III. 1745, majd Eger 1748, 1758, 1760, Nagyszombat 1766, 3. egri javított kiadás 1778, 1794, 1795

(Gyakorlati jogtudomány, avagy új magyarázat a magyar joghoz)
- Disquisitio, qua origines feudorum et juris feudalis non alias nisi Hunnicas esse probatur. Lipcse, 1772
- Syntagma juris Hungarici. Agriae, 1766

## Külső hivatkozások
- Jurisprudentia I-III.